# Hungarian International 2018
Die Hungarian International 2018 fanden vom 1. bis zum 4. November 2018 in Budaörs statt. Es war die 43. Auflage dieser internationalen Meisterschaften von Ungarn im Badminton.

## Sieger und Platzierte
| Disziplin    | Gold                               | Silber                          | Bronze                           |
| ------------ | ---------------------------------- | ------------------------------- | -------------------------------- |
| Herreneinzel | Rasmus Messerschmidt               | Victor Svendsen                 | Zvonimir Đurkinjak               |
| Herreneinzel | Rasmus Messerschmidt               | Victor Svendsen                 | Alex Lane                        |
| Dameneinzel  | Neslihan Yiğit                     | Mariya Mitsova                  | Aliye Demirbağ                   |
| Dameneinzel  | Neslihan Yiğit                     | Mariya Mitsova                  | Mette Poulsen                    |
| Herrendoppel | David Daugaard Frederik Søgaard    | Miłosz Bochat Adam Cwalina      | Anton Kaisti Oskari Larkimo      |
| Herrendoppel | David Daugaard Frederik Søgaard    | Miłosz Bochat Adam Cwalina      | Jordan Corvée Bastian Kersaudy   |
| Damendoppel  | Ekaterina Bolotova Alina Davletova | Emma Karlsson Johanna Magnusson | Bengisu Erçetin Nazlıcan Inci    |
| Damendoppel  | Ekaterina Bolotova Alina Davletova | Emma Karlsson Johanna Magnusson | Lise Jaques Flore Vandenhoucke   |
| Mixed        | Joel Eipe Mette Poulsen            | Rodion Alimov Alina Davletova   | Denis Grachev Ekaterina Bolotova |
| Mixed        | Joel Eipe Mette Poulsen            | Rodion Alimov Alina Davletova   | Anton Kaisti Inalotta Suutarinen |